# Aleksandr Popov
Aleksandr Vladimirovich Popov (en rus: Алекса́ндр Влади́мирович Попо́в, Lesnoi, 16 de novembre de 1971), més conegut com a Alexander Popov, és un exnedador rus, considerat un dels millors nedadors de la història. Conegut amb el sobrenom del Tsar, va guanyar nous medalles olímpiques (quatre d'or) i diversos títols de Campionat del Món i d'Europa.

## Carrera esportiva

### Inicis
Va iniciar la seva activitat en la natació als vuit anys i en la modalitat d'esquena. En entrar a formar part de la selecció soviètica, entrenada per Guennadi Turetski, l'any 1990 es passà a l'estil lliure.

### Primers èxits
La seva primera competició internacional fou el Campionat d'Europa de natació de 1991 realitzat a Atenes (Grècia) on, sota pavelló de la Unió Soviètica, aconseguí guanyar tres medalles d'or: 100 metres lliures, relleus 4x100 m. lliures i relleus 4x100 m. estils. En els Jocs Olímpics d'Estiu de 1992 celebrats a Barcelona (Catalunya), i sota representació de l'Equip Unificat, aconseguí guanyar la medalla d'or en les proves de 50 i 100 metres lliures, a més de la medalla de plata en les proves de relleus 4x100 m. lliures i relleus 4x100 m. estils.
En el Campionat d'Europa de 1993 realitzats a Sheffield (Regne Unit), i en representació de Rússia, aconseguí guanyar quatre medalles d'or: 50 i 100 metres lliures, així com els relleus 4x100 m. lliures i 4x100 m. estils. El 1994 aconseguí batre el rècord del món dels 100 metres lliures (48.21) del nord-americà Matt Biondi, un rècord que va mantenir fins a l'any 2000. En el Campionat del Món de natació realitzats a Roma (Itàlia) aconseguí guanyar la medalla d'or en les proves de 50 i 100 metres lliures i la medalla de plata en les proves de relleus 4x100 m. lliures i 4x100 m. estils.
El 1994 fou nomenat nedador europeu de l'any per part de la revista Swimming World Magazine. En el Campionat d'Europa de 1995 realitzat a Viena (Àustria) tornà a guanyar quatre medalles d'or.

### Consagració
En els Jocs Olímpics d'Estiu de 1996 realitzats a Atlanta (Estats Units) va aconseguir repetir l'èxit aconseguit quatre anys abans, guanyant la medalla d'or en els 50 i 100 metres lliures, aconseguint així ser el primer a aconseguir-ho des de Johnny Weissmuller a la dècada del 1920. A més d'aconseguir aquests dos metalls també va guanyar la medalla de plata en els relleus 4x100 metres lliures i 4x100 m. estils, en ambdues ocasions quedant per darrere de l'equip nord-americà. Nomenat esportista rus de l'any i millor esportista europeu per part de la Euopean Sports Press Union, un mes després de participar en els Jocs Olímpics d'Atlanta fou apunyalat amb un ganivet en una baralla al centre de Moscou. Amb danys en un ronyó i la pleura va haver de ser operat d'urgència, restant de baixa durant tres mesos per a poder-se recuperar bé.
En el Campionat d'Europa de 1997 realitzat a Sevilla (Espanya) va aconseguir defensar els seus títols de 50 i 100 metres lliures, així com els títols de relleus amb l'equip rus. En el Campionat del Món de natació de 1998 realitzat a Perth (Austràlia) aconseguí revalidar el seu títol mundial dels 100 metres lliures, però finalitzà segon en la prova dels 50 metres lliures, on el nord-americà Bill Pilczuk li infligí la primera derrota en una prova individual des de 1991. En el Campionat d'Europa de 1999 realitzat a Istanbul (Turquia) obtingué els pitjors resultats de la seva carrera, en guanyar dues plates i dos bronzes en les quatre proves disputades, perdent les proves individuals davant el neerlandès Pieter van den Hoogenband, amb el qual establí una gran rivalitat a la piscina. Aquell mateix any fou escollit membre del Comitè Olímpic Internacional (COI).
En el Campionat d'Europa de 2000 realitzat a Hèlsinki (Finlàndia) aconseguí esvair els dubtes sobre el seu nivell, i aconseguí guanyar novament la medalla d'or en les quatre proves disputades, imposant-se en aquesta ocasió a van den Hoogenband, i batent el rècord del món dels 50 metres lliures (21.64 segons). En els Jocs Olímpics d'Estiu de 2000 realitzats a Sydney (Austràlia) només aconseguí finalitzar segon en la prova dels 100 metres lliures i sisè en els 50 metres lliures, trencant-se així el somni de guanyar la medalla d'or en ambdues proves en tres Jocs Olímpics consecutius. En aquests mateixos Jocs l'equip rus fou desqualificat dels relleus 4x100 metres lliures.

### Últims èxits
Després d'aquesta desfeta decidí no prendre part en el Campionat del Món de 2001, publicant aquell any la seva autobiografia escrita en francès "Nager dans le vrai". L'abril del 2002 en el Campionat d'Europa de natació en piscina curta aconseguí la medalla de bronze en els 50 metres lliures així com en el relleu 4x100 metres, guanyant posteriorment la medalla de plata en els 100 metres lliures i la medalla d'or en els relleus 4x100 metres estils en el Campionat d'Europa d'aquell mateix any disputat a Berlín (Alemanya)
En el Campionat del Món de 2003 realitzat a Barcelona aconseguí guanyar la medalla d'or en els 50 metres lliures, aconseguint batre el rècord dels campionats, així com els 100 m. lliures i el relleu 4x100 m. lliures, i la medalla de plata en els relleus 4x100 m. estils. Amb aquest èxit novament fou escollit nedador europeu de l'any per part de la revista Swimming World Magazine.
Medalla d'or en el Campionat d'Europa de 2004 realitzat a Madrid en la prova dels 50 metres lliures, en els Jocs Olímpics d'Estiu de 2004 realitzats a Atenes (Grècia) no aconseguí classificar-se per les finals dels 50 i 100 metres lliures, si bé aconseguí finalitzar quart en les proves de relleus 4x100 metres lliures i 4x100 m. estils, aconseguint així sengles diplomes olímpics. El 23 de desembre de 2004 anuncià, mitjançant el diari francès L'Équipe, la seva retirada de la competició activa.

## Palmarès
Campionats d'Europa
- 5 medalles d'or en 50 m lliures: 1993, 1995, 1997, 2000, 2004
- 5 medalles d'or en 100 m lliures: 1991, 1993, 1995, 1997, 2000
- 5 medalles d'or en 4x100 m lliures: 1991, 1993, 1995, 1997, 2000
- 6 medalles d'or en 4x100 m estils: 1991, 1993, 1995, 1997, 2000, 2002
- 2 medalles d'argent en 100 m lliures: 1999, 2002
- 1 medalla d'argent en 4x100 m lliures: 1999
- 1 medalla de bronze en 50 m lliures: 1999
- 1 medalla de bronze en 4x100 m estils: 1999